# Militärstation Epukiro
Die Militärstation Epukiro, seltener auch Feste Epukiro, war eine Festung der Schutztruppe in Deutsch-Südwestafrika, dem heutigen Namibia. Sie befand sich am Rande von Epukiro am Ufer des Omuramba Epukiro im Osten des Landes und diente vor allem dem Schutz vor Angriffen der Herero. Die Festung wurde spätestens 1903 (wohl aber schon 1890), aufgrund der starken Wasservorkommen, dort errichtet.
Die Militärstation wurde zumindest zeitweilig von Oberleutnant Wahler (* 1874) geleitet. Sie war von vier Deutschen besetzt.